# Polígono cercano

Un polígono cercano denso con diámetro d = 2

En matemáticas, un polígono cercano es una geometría de incidencia introducida en 1980 por Ernest E. Shult y Arthur Yanushka, quienes demostraron la conexión existente entre los llamados sistemas de líneas tetraédricas cerradas en espacios euclídeos y una clase de geometrías punto-línea a las que llamaron polígonos cercanos. Estas estructuras amplían la noción de polígono generalizado, ya que cada 2n-gono generalizado es un 2n-gono cercano a un tipo particular. Los polígonos cercanos se estudiaron exhaustivamente en la década de 1980, y a principios de la de 1990 se demostró la conexión entre ellos y los espacios polares duales. Algunos grupos simples esporádicos, por ejemplo el grupo de Hall-Janko y el grupo de Mathieu, actúan como grupos de automorfismos de polígonos cercanos.

## Definición
Un 2d-gono cercano es una estructura de incidencia ({\displaystyle P,L,I}), donde {\displaystyle P} es el conjunto de puntos, {\displaystyle L} es el conjunto de líneas y {\displaystyle I\subseteq P\times L} es la relación de incidencia, tal que:
- La distancia máxima entre dos puntos (el llamado diámetro) es d.
- Para cada punto {\displaystyle x} y cada línea {\displaystyle L} existe un punto único en {\displaystyle L} que es el más cercano a {\displaystyle x}.

Debe tenerse en cuenta que las distancias se miden según la colinealidad en el grafo de los puntos, es decir, el grafo formado tomando puntos como vértices y uniendo un par de vértices si inciden con una línea común.
También se puede dar una definición de grafo teórico alternativa, un 2d-gono cercano es un gráfico conexo de diámetro finito d con la propiedad de que para cada vértice x y cada agrupación máxima M existe un vértice único x' en M más cercano a x.
Las agrupaciones máximas de dicho gráfico corresponden a las líneas en la definición de la estructura de incidencia.
Un 0-gono cercano (d = 0) es un solo punto, mientras que un 2-gono cercano  (d = 1) es solo una sola línea, es decir, un grafo completo. Un cuadrilátero cercano (d = 2) es lo mismo que un cuadrángulo generalizado (posiblemente degenerado). De hecho, se puede demostrar que cada 2d-gono generalizado es un 2d-gono cercano que satisface las dos condiciones adicionales siguientes:
- Cada punto incide con al menos dos líneas.
- Por cada dos puntos x e y a la distancia (i < d), existe un vecino único de y a la distancia i − 1 desde x.

Un polígono cercano se llama denso si cada línea incide con al menos tres puntos y si cada dos puntos a distancia dos tienen al menos dos vecinos comunes. Se dice que tiene orden (s, t) si cada línea incide precisamente con s + 1 puntos y cada punto incide precisamente con t + 1 líneas. Los polígonos cercanos densos tienen una rica teoría y varias clases de ellos (como los polígonos cercanos densos delgados) se han clasificado por completo.

## Ejemplos
- Todos los grafos bipartitos conectados están cerca de polígonos. De hecho, cualquier polígono cercano que tenga exactamente dos puntos por línea debe ser un gráfico bipartito conectado.
- Todos los polígonos generalizados finitos excepto los planos proyectivos.
- Todos los espacios polares duales.
- El octógono cercano de Hall-Janko, también conocido como octógono cercano de Cohen-Tits[4] asociado con el grupo de Hall-Janko. Se puede construir eligiendo el conjugado de 315 involuciones centrales del grupo de Hall-Janko como puntos y líneas como subconjuntos de tres elementos {x, y, xy} siempre que x e y conmuten.
- El hexágono cercano M24 relacionado con el grupo de Mathieu M24 y el código binario de Golay extendido. Se construye tomando las 759 octadas (bloques) en el diseño de Witt S(5, 8, 24) correspondientes al código de Golay como puntos y un triplete de tres octadas disjuntas por pares como líneas.[5]
- Tómense las particiones de {1, 2, ..., 2n + 2} en (n + 1) 2-subconjuntos como puntos y las (n − 1) particiones en 2-subconjuntos y un 4-subconjunto como líneas. Un punto es incidente a una recta si como partición es un refinamiento de la recta. Esto genera un 2n-gono cercano con tres puntos en cada línea, normalmente denotado como 'Hn. Su grupo de automorfismo completo es el grupo simétrico S2n+2.[6][7]

## Polígonos cercanos regulares
Un {\displaystyle 2d}-gono cercano finito S se llama regular si tiene un orden {\displaystyle (s,t)} y si existen constantes {\displaystyle t_{i},i\in \{1,\ldots ,d\}}, de modo que por cada dos puntos {\displaystyle x} e {\displaystyle y} a distancia {\displaystyle i}, hay precisamente {\displaystyle t_{i}+1} líneas que pasan por {\displaystyle y} y contienen un punto (necesariamente único) a la distancia {\displaystyle i-1} de {\displaystyle x}. Resulta que los {\displaystyle 2d}-gonos regulares cercanos son precisamente aquellos cercanos a los {\displaystyle 2d}-gonos cuyo gráfico de puntos (también conocido como grafo de colinealidad) es un grafo de distancia regular. Un {\displaystyle 2d}-gono generalizado de orden {\displaystyle (s,t)} es un {\displaystyle 2d}-gono cercano regular con parámetros {\displaystyle t_{1}=0,t_{2}=0,\ldots ,t_{d}=t}